# Agustín Barán
Agustín Camilo Barán Flangini (Montevideo, 12 gennaio 1995) è un calciatore uruguaiano con cittadinanza italiana, centrocampista del Bella Vista.

## Carriera
Ha giocato nella massima serie uruguaiana con il Peñarol (una presenza nella stagione 2012-2013) e con l'Atenas (13 presenze nella stagione 2018).

## Palmarès

### Club

#### Competizioni nazionali
- Campionato uruguaiano: 1

Peñarol: 2012-2013